# Pisseleu
 Pisseleu  es una comuna y población de Francia, en la región de Picardía, departamento de Oise, en el distrito de Beauvais y cantón de Marseille-en-Beauvaisis.
Su población en el censo de 1999 era de 336 habitantes.
Está integrada en la Communauté de communes de la Picardie Verte .

## Demografía
| 150 | 168 | 169 | 188 | 269 | 336 |
| Para los censos de 1962 a 1999 la población legal corresponde a la población sin duplicidades (Fuente: INSEE [Consultar]) |     |     |     |     |     |

- Datos: Q970866
- Multimedia: Pisseleu / Q970866

1. ↑  Worldpostalcodes.org, código postal n.º 60860.
2. ↑  INSEE, Datos de población para el año 2012 de Pisseleu (en francés).